# Russische Baureihe Ф
In der russischen Baureihe Ф [ɛf] wurden verschiedene Serien von Dampflokomotiven der Bauart Fairlie der Eisenbahnen des ehemaligen Russischen Kaiserreiches mit der Achsfolge C’C’ zusammengefasst. Sie waren im Großen Kaukasus bei der Transkaukasischen Eisenbahn eingesetzt und besorgten über Jahrzehnte den Zugverkehr über den Suramipass. Sie wurden in den Werken Avonside Engine Company, Sharp, Stewart and Company, Yorkshire Engine Company, Wiener Neustädter Lokomotivfabrik und Lokomotivfabrik Kolomna von 1872 bis 1888 in 45 Exemplaren hergestellt und erreichten für Lokomotiven der Bauart Fairlie ein beachtlich hohes Dienstalter von bis zu 50 Jahren.

## Geschichte

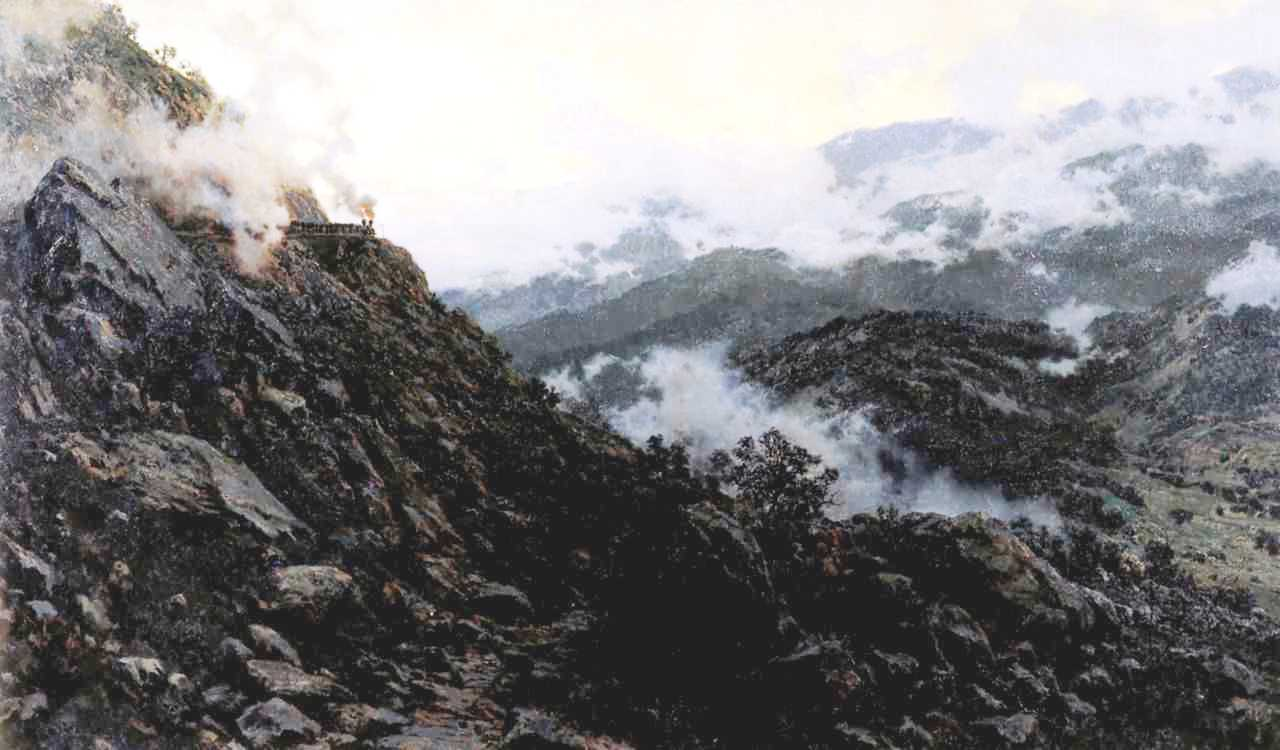
Zugbetrieb auf dem alten Suramipass, Gemälde von Alexander Alexandrowitsch Kiseljov (1837–1911)

1865 begann im Russischen Kaiserreich der Bau der Transkaukasischen Eisenbahn und 1868 der Eisenbahn von Tambow nach Saratow. Beide Eisenbahnlinien besaßen ähnliche Profile; steigungsreiche Strecken mit kleinen Kurvenradien. Bei der Transkaukasischen Eisenbahn betraf dies vor allem den Abschnitt über den Suramipass im Großen Kaukasus, der bis zum Bau eines Basistunnels 1890 Steigungen bis zu 4 % aufwies. Das bedeutete für die Bahnverwaltung große Probleme für die Beschaffung von geeigneten Lokomotiven für den Passverkehr, der ein hohes Reibungsgewicht bei gleichzeitig guter Kurvengängigkeit verlangte.
1870 führte der schottische Ingenieur Robert Francis Fairlie eine Lokomotive eigener Konstruktion auf der Ffestiniog Railway in Wales vor, die den Beinamen „Little Wonder“ (kleines Wunder) erhielt. Bei der Präsentation der Maschine waren auch zehn russische Vertreter von Eisenbahngesellschaften und dem Institut für das Eisenbahn- und Nachrichtenwesen anwesend, und infolge der guten Eindrücke kam es 1871 zu der Lieferung der ersten fünfzehn Lokomotiven für die Eisenbahn von Tambow nach Saratow. Diese Dampflokomotiven wurden 1871 von den englischen Werken Avonside Engine Company in Bristol und Sharp, Stewart and Company in Manchester in drei leicht voneinander abweichenden Varianten gebaut und zeigten sich als die ursprüngliche Variante des Systems Fairlie; beide Kessel wurden von einer Feuerbüchse versorgt. Sie wurden als Baureihen И, Ин und 1 bezeichnet.
Für die Suramipass-Strecke lieferte 1872 die Avonside Engine Company die ersten vier Fairlie-Lokomotiven der Baureihe К. Drei Jahre später folgten von der Yorkshire Engine Company vier schwerere und stärkere Fairlies der Baureihe Л. Sie waren mit gesonderten Feuerbüchsen für die beiden Kessel ausgestattet. Das Führerhaus war in zwei Teile geteilt, eine Seite für den Lokführer, die andere für den Heizer. Auf der Kaukasusstrecke stieg die Verkehrsnachfrage stetig an und die Bahngesellschaft benötigte weitere Lokomotiven. 1879 erhielt die Transkaukasische Bahn fünf Fairlies der Baureihe М von der Wiener Lokomotivfabrik Sigl. Ab 1884 lieferte die einheimische Lokomotivfabrik Kolomna weitere, in ihren technischen Maßen von den früheren Lieferungen aus dem Ausland nur geringfügig abweichende Exemplare der Baureihe Н. Die Fairlie-Lokomotiven bewährten sich auf der schwierigen Passstrecke im Kaukasus sehr gut.
Die Rjasan-Uraler Bahn, die die Strecke von Tambow nach Saratow übernommen hatte, beendete den Betrieb ihrer Fairlie-Lokomotiven 1887 und verkaufte die 15 vorhandenen Lokomotiven an die Transkaukasische Eisenbahn. 1888 waren im Kaukasus damit 45 Lokomotiven vorhanden, von denen 17 Maschinen aus Kolomna stammten. Die Passstrecke wurde 1890 durch die Eröffnung des Tunnels unter dem Pass zwischen den Bahnhöfen Likhi und Tsipa betrieblich entlastet, die größten Steigungen fielen damit weg. Dennoch blieben die Fairlie-Lokomotiven auf den übrigen kurvenreichen Abschnitten unentbehrlich. Im Jahr 1912 waren noch 43 Lokomotiven vorhanden. Obwohl es Versuche gab, die Lokomotiven durch nicht so wartungsintensive Lokomotiven zu ersetzen (ДK), gab es bis dahin keine geeigneten Lokomotiven als Ersatz für die Fairlies.

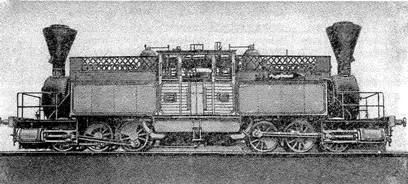
Dampflok der Baureihe Ф mit Holzfeuerung

Beheizt waren die Dampfloks der russischen Baureihe Ф ursprünglich mit Holz. Die Loks besaßen keinen Tender, den Brennstoff und das Wasser führten sie selbst mit. Sie besaßen auf beiden Kesseln je einen vergitterten, bis zur Rauchkammer reichenden Kasten für das Brennholz. Von 1910 an fiel der Preis für Erdöl, und die Lokomotiven wurden daraufhin auf Ölfeuerung umgebaut. An der Position des Holzlagers erhielten sie auf dem Kessel einen Satteltank, angeordnet zwischen dem Dampftrockner und der Rauchkammer, auf ihm war der Druckluftbehälter für die Westinghouse-Bremse aufgebaut. Dadurch erhöhte sich das Reibungsgewicht der Lokomotiven noch etwas, was ihrem Einsatzzweck zugutekam.

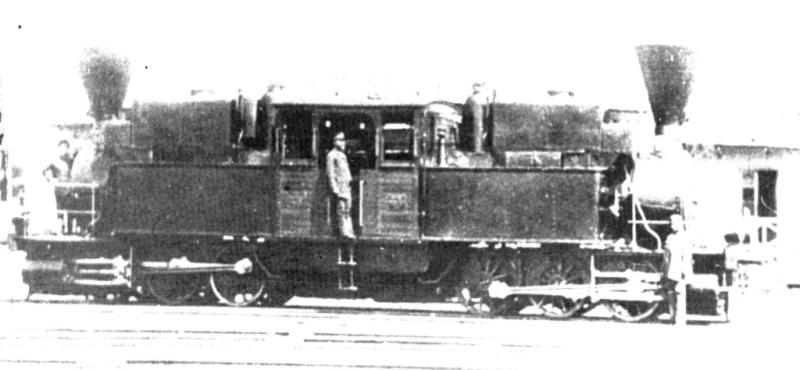
Dampflok der Baureihe Ф mit Erdölfeuerung

Ab 1912 wurden alle Fairlie-Lokomotiven als Baureihe Ф eingeordnet, die bisherige Baureihenbezeichnung blieb als Index erhalten. Sie führten bis etwa 1925 auch Güter- und Personenzüge auf der Strecke zwischen Tschiatura und Sestaponi. In der Mitte der 1920er Jahre nahm der Güterverkehr über den Pass nach den Wirren der Revolutionsjahre wieder zu, wodurch die Transkaukasische Eisenbahn sich gezwungen sah, auch Lokomotiven der Baureihe Э auf ihren Gebirgsstrecken einzusetzen. Obwohl sie von der Zugkraft her den Anforderungen durchaus gewachsen waren, gab es mit dem Betrieb bei ihnen Probleme mit dem Kurvenlauf. Schwere Güterzüge wurden damals von zwei bis drei Lokomotiven gezogen, und hinten am Zug war eine Schiebelokomotive tätig, in der Regel eine Ф oder eine Ы.
Ab 1926 blieben von der Baureihe Ф nur die neuesten Lokomotiven des Werkes Kolomna im Einsatz und wurden noch etwa 10 Jahre auf der Strecke von Kutaissi nach Tqibuli und weiteren Nebenstrecken eingesetzt. 1932 begann mit der Elektrifizierung des Abschnittes um Chaschuri der elektrische Betrieb über den Suramipass. Von da an bestimmten die Surami-Elektrolokomotiven den Betrieb über den Pass.
1940 setzte die Transkaukasische Eisenbahn noch sechs Dampflokomotiven der Serie Ф in nachrangigen Diensten ein. Über ihr weiteres Schicksal gibt es keine Angaben.